# بيلي وليمز
بيلي وليمز (بالإنجليزية: Billy Williams) (و. 1929 – م) هو مصور سينمائي، وممثل، من المملكة المتحدة.

## جوائز وترشيحات
حصل على جوائز منها:
- جائزة الأوسكار لأفضل تصوير سينمائي، عن عمل: غاندي (1982)
- نيشان الامبراطورية البريطانية من رتبة ضابط.

ترشح لـ:
- جائزة الأوسكار لأفضل تصوير سينمائي، عن عمل: نساء عاشقات
- جائزة الأوسكار لأفضل تصوير سينمائي، عن عمل: على البركة الذهبية
- جائزة الأوسكار لأفضل تصوير سينمائي، عن عمل: غاندي.

## وصلات خارجية
- بيلي وليمز على موقع IMDb (الإنجليزية)
- بيلي وليمز على موقع أول موفي (الإنجليزية)
- بيلي وليمز على موقع قاعدة بيانات الأفلام السويدية (السويدية)
- بيلي وليمز على موقع قاعدة بيانات الفيلم (الإنجليزية)
- بيلي وليمز على موقع كينوبويسك (الروسية)